# غرور و سقوط
غرور و سقوط کتابی است به قلم آنتونی پارسونز، سفیر انگلستان در ایران در زمان وقوع انقلاب. این کتاب به بررسی علل وقوع انقلاب ایران و نقش افراد به‌ویژه محمدرضا پهلوی در آن، از دیدگاه نویسنده می‌پردازد.

## ویژگی ها
این کتاب در رده روایات دست اول قرار داشته و مرجع بسیاری از تحقیقات و بررسی‌های تاریخ معاصر ایران گردیده است. پارسونز این کتاب خود را به دوستان اعدام شده ایرانیش ازجمله امیرعباس هویدا، غلامرضا نیک‌پی و عباسعلی خلعتبری تقدیم کرده است. در بخشی از مقدمه این کتاب آمده است: "این کتاب، از دسیسه‌های شوم علیه شاه و دولت او پرده برنمی‌دارد و دربارهٔ توطئه‌های پنهانی من و آیت‌الله‌های قم و مشهد مطلبی فاش نمی‌کند... آنهایی که دست پنهان انگلیس را در همه جا و هرکاری جستجو می‌کنند، داستان مرا قانع کننده نخواهند یافت.

## بخش هایی از کتاب
انقلاب ایران یک واقعه تاریخی است که آن را از نظر عظمت می توان با انقلاب فرانسه و انقلاب روسیه مقایسه کرد؛ این واقعه یک تغییر معمولی رژیم در یک کشور جهان سوم و یا تغییر سلطان به ژنرال از طریق کودتای نظامی یا تغییر یک حکومت از طریق انتخابات و حتی سقوط یک دیکتاتور با اعمال خشونت بدون تغییر اساسی در سازمان حکومت نبود ۰ انقلاب ایران توامان فرو ریختن کامل و اساسی یک حکومت مقتدر و مستبد و مورد حمایت یک ارتش متحد و وفادار از یک طرف و برخاستن ایرانی کاملا متفاوت از میان ویرانه های نظام سرنگون شده بود.. 